# Villar del Infantado
Villar del Infantado (antiguamente Villar del Ladrón) es un municipio y localidad española de la provincia de Cuenca, en la comunidad autónoma de Castilla-La Mancha. El término municipal tiene una población de 31 habitantes (INE 2024).

## Geografía
Integrado en la comarca de La Alcarria Conquense, se sitúa a 60 km de la capital provincial. El término municipal está atravesado por la carretera nacional N-320, entre los pK 194 y 197, y por una carretera local que se dirige hacia Valdeolivas. El relieve del municipio está definido por el río Guadiela al sur, que desemboca en el embalse de Buendía, y por una zona de montes y cerros dispersos al norte, propio de La Alcarria. La altitud oscila entre los 861 m (Castillo del Moro) y los 720 m a orillas del embalse de Buendía. El pueblo se alza a 762 m sobre el nivel del mar.
| Noroeste: Salmeroncillos     | Norte: Valdeolivas        | Nordeste: Albendea            |
| Oeste: Alcocer (Guadalajara) |                           | Este: San Pedro Palmiches     |
| Suroeste: Castejón (Cuenca)  | Sur: Canalejas del Arroyo | Sureste: Canalejas del Arroyo |

## Historia
En origen, el municipio se denominaba Villar del Ladrón, asociado al título de marqués del mismo nombre, siendo variado a la denominación actual en 1928.
Hacia mediados del siglo XIX, el lugar tenía contabilizada una población de 322 habitantes. Aparece descrito en el decimosexto volumen del Diccionario geográfico-estadístico-histórico de España y sus posesiones de Ultramar de Pascual Madoz de la siguiente manera:

VILLAR DEL LADRON: v. con ayunt. en la prov. y dióc. de Cuenca (9 leg.), part. jud. de Priego (3), aud. terr. de Albacete (36) y c. g. de Castilla la Nueva (Madrid 20). sit. en terreno llano á corta dist. del r. Guadiela; su clima es algo frio, combatido por los vientos de N. y NO. y poco propenso á enfermedades. Consta de 80 casas de pobre construccion; para surtido de la pobl. hay 6 fuentes de buenas aguas en su jurisd.; la igl. parr. (Ntra. Sra. de la Asuncion) está servida por un cura de entrada y de provision del ordinario. El térm. confina por N. con Albendea y Valdeolivas; E. San Pedro Palmiches; S. Castejon, y O. Alcohujate y Alcocer. Su terreno es de buena calidad y le baña el r. Guadiela. Los caminos son locales y malos. La correspondencia se recibe de Valdeolivas. prod.: trigo, cebada, centeno, vino y algunas legumbres; caza de liebres y perdices aunque pocas, y pesca de truchas, peces y barbos. ind.: la agrícola. comercio: la venta del sobrante de sus prod. y la importacion de algunos art. de que se carece. pobl.: 81 vec., 322 alm. cap. prod.: 1.145,320 rs. imp.: 57,266. El presupuesto municipal se cubre con los fondos de propios y Otros arbitrios.
(Madoz, 1850, p. 245)

### Título de marqués de Villar del Ladrón
El título de marqués de Villar del Ladrón fue otorgado por la emperatriz María Teresa de Austria en 1767 a Miguel de Múzquiz y Goyeneche. Las Casas de Villar del Ladrón y Ugena quedan vinculadas en 1788 y, con ellas, sus archivos en la persona de Ignacio de Goyeneche Múzquiz (1776-1846), III marqués de Villar del Ladrón y VI marqués de Ugena. De esta manera, quedan reunidos hasta 1878, con José María Goyeneche Viana (1806-1878), V marqués de Villar del Ladrón y VIII marqués de Ugena. 
Más tarde Ignacio Muñoz de Baena Goyeneche (1821-1893), VII marqués de Villar del Ladrón, IX marqués de Ugena y VII conde de Gausa, vuelve a reunir dichas Casas y se une a la de Gausa, a partir de 1817. De este modo continuó integrado en este título hasta la muerte de Ignacio Muñoz de Baena Goyeneche en 1893, cuando se produjo una dispersión de títulos entre sus hijos. 
No hay constancia en quién recayó el título de marqués de Villar del Ladrón, pero fue retomado nuevamente por su nieta Ana Prendergast Muñoz de Baena (1886-1961), marquesa de Villar de Ladrón, XI marquesa de Ugena, IX condesa de Gausa.
Desde 1765 se asocia a la figura de Miguel de Múzquiz y Goyeneche, a quién le fue otorgado el título de marqués de Villar del Ladrón en 1767. 
Con posterioridad, en 1783, Carlos III le concedió el título de conde de Gausa. Su hija María Francisca Javiera de Múzquiz Clemente se casó hacia 1775 con Juan Javier de Goyeneche Indaburu (1744-1788), V marqués de Ugena, y en su descendencia quedaron vinculados los títulos de Villar del Ladrón, Gausa y Ugena de forma continua y directa desde 1788 hasta 1878. Tras la muerte de Ignacio Muñoz de Baena Goyeneche (1821-1893), VII marqués de Villar del Ladrón, el 8 de febrero de 1919 fue publicada la rehabilitación del título del marquesado de Villar del Ladrón en la persona de Carlos Goyeneche de la Puente (1880-?), que sería el VIII marqués. 
Por resolución del Ministerio de Justicia de 12 de enero de 1954, Ana Prendergast Muñoz de Baena solicitó la rehabilitación del título del Marquesado de Villar del Ladrón con la denominación de Marquesado de Villar del Infantado. En la actualidad el título lo ostenta la nieta de ésta, Mercedes Oñate García de la Rasilla (1950-), con la antigua denominación de Villar de Ladrón-Toscana.

### Aeródromo republicano durante la Guerra Civil
Existió durante la guerra civil un aeródromo republicano ubicado en terrenos de los municipios de Villar del Infantado y Albendea, ambos de la provincia de Cuenca, y recibió el nombre de Villar del Ladrón. 
Fue situado en la vega de la margen derecha del río Guadiela a unos 2,5 km al sureste de Villar del Infantado. 
El campo formaba un polígono rectangular con dimensiones este-oeste de 1100 m y norte-sur de 300 m. Así consta en el blog Vestigios de la Guerra Civil en la provincia de Toledo.

## Demografía
Villar del Infantado cuenta con una población de 31 habitantes (INE 2024).
| Gráfica de evolución demográfica de Villar del Infantado entre 1842 y 2021 |
| |
| Población de derecho según los censos de población del INE Población de hecho según los censos de población del INEEn estos censos se denominaba Villar del Ladrón: 1842, 1857, 1860, 1877, 1887, 1897, 1900, 1910 y 1920 |

| Nacionalidad | Hombres | Mujeres | Total | %      | Proporción |
| ------------ | ------- | ------- | ----- | ------ | ---------- |
| Española     | 18      | 10      | 28    | 71.7 % |            |
| Extranjera   | 4       | 7       | 11    | 28.2 % |            |